# Foo Fighters
Foo Fighters je američki sastav čije se pjesme ubrajaju u žanr alternativnog rocka. Osnovao ga je 1995. godine Dave Grohl, vokal i gitarist, nakon raspada svoje prijašnje grupe, planetarno popularne Nirvane u kojoj je svirao bubnjeve. Sastavu su se pridružili Nate Mendel (bas-gitara), William Goldsmith (bubnjevi) i Pat Smear (gitara). Svoj prvi album Foo Fighters objavili su 1995. godine, no već nakon objave drugog albuma The Colour and the Shape (1997.) Goldsmith i Smear napustili su grupu. Njih su zamijenili Taylor Hawkins i Franz Stahl. Grupa je 1999. godine objavila i svoj treći album There Is Nothing Left to Lose. Stahl je, kao i njegov gitaristički prethodnik Smear, napustio Foo Fighterse i sastav je dobio novog gitaristu Chrisa Shifletta. 2002. godine Foo Fightersi su objavili svoj četvrti album One By One. 2005. uslijedio je album In Your Honor koji se sastojao od dva diska od kojih jedan sadrži akustične, a drugi hard rock pjesme. Svoj šesti po redu album Echoes, Silence, Patience & Grace izdali su 2007. godine. U svojoj su karijeri osvojili tri Grammyja za najbolji rock album, a svih šest albuma im je bilo nominirano za Grammy.

## Povijest

### Osnivanje sastava i prvi album
Dave Grohl se 1990. pridružio slavnom grunge rock sastavu Nirvana kao bubnjar. Kako je Nirvana ubrzo postigla svjetsku slavu i održavala razne turneje, Grohl je na svojim putovanjima često nosio gitaru i skladao svoje pjesme. No nikad ih nije pokazivao slavnom frontmenu Nirvane Kurtu Cobainu jer je zasjenjen Cobainovom karizmom, kako je izjavio u jednom intervjuu, osjećao veliko poštovanje prema njemu i njegovim pjesmama. Zato je često samozatajno odlazio u studio i snimao svoje demosnimke koje je objavio na kazeti Poketwatch pod pseudonimom Late!.
Nakon Cobainova samoubojstva (8. travnja 1994.), Nirvana se raspala. Razočarani Grohl razmišljao je o prekidanju glazbene karijere i početku običnog života. No i dalje je primao ponude za suradnju s mnogim perspektivnim grupama te je skoro prihvatio položaj bubnjara u sastavu Tom Petty and the Heartbreakers. Odbivši ponudu, Grohl je u listopadu 1994. otišao u studio i snimio 12 pjesama od ukupno 40 koliko ih je napisao. Zanimljiva je činjenica da je, osim gitarskog dijela na X-static kojeg je odradio Greg Dulli, Grohl sam odsvirao sve instrumente i otpjevao sve vokale. 
Snimanje je odradio u samo pet dana i kopije kazeta dao prijateljima i ostalim poznanicima. Grohl se nadao da će ipak ostati anoniman i svoje je snimke nazvao Foo Fighters prema izrazu foo fighter koji je upotrebljavan u Drugom svj. ratu za NLO-e. Njegova demosnimka se našla u rukama nekih diskografskih kuća koje su pokazale velik interes za njegove pjesme pa je Dave počeo formirati svoju novu grupu. Na početku se čak dogovarao i s Kristom Novoselićem, trećim bivšim članom Nirvane. Grohl je poslije u jednom intervjuu izjavio da bi s Novoselićem bilo odlično svirati, no da bi za njih to bilo pomalo čudno jer bi ih javnost promatrala pod mikroskopom nakon velikog uspjeha Nirvane. Vjerojatno se iz toga razloga njihova suradnja nije ostvarila. U međuvremenu je Dave čuo za basistu Natea Mendela i bubnjara Williama Goldsmitha, bivših članova seattleskog emo-sastava Sunny Day Real Estate. Uz njih je uspio angažirati i poznanika Pata Smeara s kim je Nirvana surađivala na svom albumu In Utero 1993. 
Kao novoformirana grupa, Foo Fightersi su svoj debitantski nastup imali na jednoj zabavi 1995. Grohl je odbijao davati intervjue ili raditi velike turneje. Njihov prvi singl This Is A Call pušten je u lipnju 1995., a debitantski album Foo Fighters objavljen je sljedećeg mjeseca. Pjesme I'll Stick Around, For All the Cows i Big Me objavljene su kao naknadni singlovi. Sastav je sljedeće mjesece proveo na turneji, a u kolovozu su se prvi put pojavili na Reading festivalu u Engleskoj.

### Drugi album (The Colour and the Shape)
Nakon turneje u proljeću 1996., Foo Fightersi su se vratili u studio s producentom Gilom Nortonom da bi snimili svoj drugi album. Grohl je opet napisao sam sve pjesme, a ostali članovi sastava su se pobrinuli oko aranžmana. Nakon što je preslušao grube snimke, Daveu se nisu svidjele i sastav je morao snimati ponovo. Tijekom novog snimanja došlo je do svađe između Grohla i Goldsmitha jer je Dave navodno snimio sam neke dijelove s bubnjevima bez da je objasnio Goldsmithu koji je nakon toga napustio sastav. Goldsmith je poslije u intervjuu rekao da se tada razočarao jer se osjećao izdanim. 
Ubrzo su ga zamijenili novim članom, Taylorom Hawkinsom, koji je inače na turnejama pratio pjevačicu Alanis Morissette. Tako je Hawkins svirao bubnjeve na drugom albumu The Colour and the Shape koji je konačno izdan u svibnju 1997. Album je dao tri poznata singla: Monkey Wrench, My Hero i Everlong. Nakon nekog vremena gitarist Pat Smear je na dodjeli MTV Video Music Awards-a javno obznanio da napušta Foo Fighterse. Njega je zamijenio Franz Stahl, Grohlov bivši kolega iz sastava Scream, u kojem su obojica svirali prije 90-ih. Stahl je putovao na turneje sa sastavom i sudjelovao u snimanju soundtracka Walking After You (Dosje-X) i A320 (Godzilla) koje su izvodili Foo Fightersi.

### Treći album (There Is Nothing Left to Lose)
1998. Foo Fightersi su prionuli na posao da bi ostvarili i svoj treći album. Međutim, zbog nesuglasica između Stahla i Grohla koji su imali sasvim drugačije vizije o tome kako bi pjesme trebale izgledati, Stahl je bio primoran napustiti sastav i grupa je još jednom ostala bez gitariste. Preostali članovi (Grohl, Hawkins i Mendel) sljedećih nekoliko mjeseci snimali su album There Is Nothing Left to Lose koji je konačno izdan 1999. Album je dao nekoliko poznatih singlova od kojih je zasigurno najpoznatiji Learn to Fly koji je ušao u top 100 pjesama glazbene liste u SAD-u.
Nakon održane audicije za gitaristu, sastav je izabrao Chrisa Shifletta koji je karijeru započeo u No Use for a Name i Me First and the Gimme Gimmes.

### Četvrti album (One By One)
Prije kraja 2001. godine, Foo Fightersi su se ponovo okupili radi snimanja novog albuma. Snimali su ga četiri mjeseca, no Grohl je inspiriran svojom suradnjom s Queens of the Stone Age, odlučio da sastav snimi cijeli album iznova. Album One By One je konačno izašao u listopadu 2002. i dao poznate singlove: All My Life, Times Like These, Low i Have It All. Unatoč golemom uspjehu, Foo Fightersi su izrazili nezadovoljstvo snimljenim albumom. Grohl je 2005. za časopis Rolling Stone izjavio da su četiri pjesme s albuma bile dobre, ali da ostalih sedam pjesama nikad više u svom životu neće svirati.

### Peti album (In Your Honor)
Godinu poslije One By One koji se sastavu nije svidio, Dave je odlučio ne forsirati s objavom novih stvari. Počeo je pisati materijal a akustičnim pjesama koje je namijenio isključivo za sebe, no s vremenom se u sve uključio i sastav. Snimanje je započelo u Los Angelesu, a Grohl je inzistirao na tome da novi album bude razdijeljen na 2 diska s akustičnim i hard-rock pjesmama. Album In Your Honor izašao je u lipnju 2005. Singlovi s albuma su: Best of You, DOA, Resolve, No Way Back i Miracle.
U lipnju 2006. sastav je održao svoj najveći koncert ikad u londonskom Hyde Parku. Na koncertu su nastupili i Juliette and the Licks, Angels & Airwaves, Queens of the Stone Age i Motörhead. Promovirajući svoj novi album In Your Honor, sastav je održao i kratku akustičnu turneju u ljeto 2006. na kojoj su, uz stalni repertoar, izvodili i svoje manje poznate pjesme kao što su Ain't It the Life, Floaty i See You.
U studenom 2006. izdali su prvi live CD Skin and Bones koji je bio popraćen DVD izdanjem.

### Šesti album (Echoes, Silence, Patience & Grace)
Za svoj sljedeći album Echoes, Silence, Patience & Grace Foo Fightersi su angažirali producenta Gila Nortona s kojim su surađivali na albumu The Colour and the Shape. Album je izdan u rujnu 2007. Poznatiji singlovi s ovog albuma su: The Pretender, Long Road to Ruin, Let It Die.
Sastav je sudjelovao i na Live Earth koncertu na Wembleyju u Londonu. Nakon nastupa na još nekim festivalima, Foo Fightersi su u listopadu 2007. započeli svjetsku turneju kojom će promovirati svoj najnoviji album. Turneja će obuhvatiti SAD, Europu, Aziju i Australiju.

### Sedmi album (Wasting Light)
Za svoj najnoviji album "Wasting Light" Fightersi su producenta Butcha Viga, a sve pjesme su snimljene u garaži osnivača sastava Davea Grohla, popularnije nazvana "Studio 606". Sastav se odlučio za jači zvuk, što je i kontrast na prošle albume, a tekstovi se uglavnom odnose na Grohlov život i njegovu budućnost. Album je dobio uglavnom dobre kritike, a neke od poznatijih pjesama s albuma su: Rope, Walk, Arlandria, Bridge burning, These days. S Fightersima su na albumu surađivali Bob Mould i bivši basist Nirvane Krist Novoselic.

## Postava sastava
- Dave Grohl - vokal, gitara
- Nate Mendel - bas-gitara (1995. - )
- Taylor Hawkins - bubnjevi, vokali (1997. - )
- Chris Shiflett - gitara, vokali (1998. - )
- Pat Smear - gitara, vokali (1995. – 1997., surađivao na turnejama, 2007. - )
- Rami Jaffee - klavijature (2017. - )

## Bivši članovi
- William Goldsmith - bubnjevi (1995. – 1997.)
- Franz Stahl - gitara, vokali (1997. – 1999.)

## Diskografija
- Foo Fighters (1995.)
- The Colour and the Shape (1997.)
- There Is Nothing Left to Lose (1999.)
- One By One (2002.)
- In Your Honor (2005.)
- Echoes, Silence, Patience & Grace (2007.)
- Wasting Light (2011.)
- Sonic Highways (2014.)
- Concrete and Gold (2017.)
- Medicine at Midnight (2021.)

## Vanjske poveznice
- Službena stranica